# Dogbo-Tota
Dogbo-Tota este un oraș din departamentul Kouffo, Benin.